# Amalie Esperstedt
Amalie Esperstedt, geborene Amalie Hudemann (* 1785 in Bernau bei Berlin; † 25. Februar 1861 in Berlin) war eine deutsche Theaterschauspielerin.

## Leben
Die Tochter eines Kaufmanns wurde von August Wilhelm Iffland, der ihr Talent für das Lustspiel bald erkannte, ausgebildet. Die Bühne betrat Esperstedt in Berlin 1810, in „Die Entdeckung“ und gefiel sowohl in dieser Leistung wie in „Entführung“ derart, dass sie sogleich für die Königliche Bühne engagiert wurde, der sie bis zu ihrer Pensionierung 1843 als beliebtes Mitglied angehörte.
Im Anfang ihrer Tätigkeit bewährte sie sich im Soubrettenfach und in munteren Rollen im Lustspiel, später waren es die Leistungen im komischen Fach, in denen sie sich auf das Vorteilhafteste auszeichnete.
Sie starb nur einen Tag nach dem Tod ihres Gatten Johann Friedrich Esperstedt, mit dem sie seit 1813 verheiratet war.